# Astigmatisme (aandoening)
Astigmatisme is een verschijnsel dat tot een bepaalde optische afwijking in het menselijk oog leidt. Het is een morfologisch, vormtechnisch, fenomeen.  Het woord is afkomstig van het Griekse "a-" (niet) en "stigma" (punt of stip).

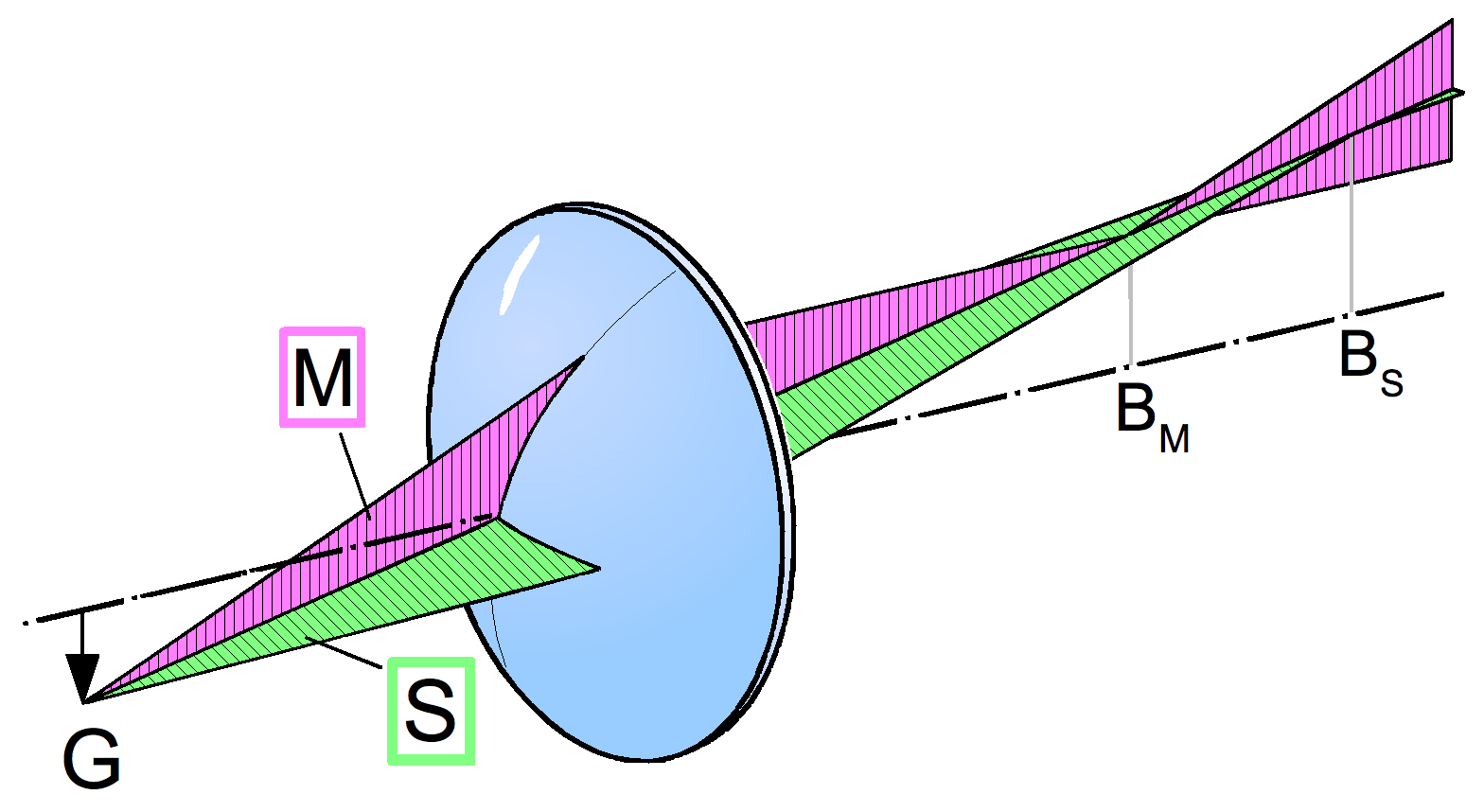
Schets van de oorzaak van astigmatisme. Als een lensoppervlak niet in alle richtingen dezelfde kromming heeft, worden niet alle stralen in hetzelfde punt gefocusseerd. Dat leidt tot een onscherp beeld. (Zie Astigmatisme (optica) voor verdere uitleg)

Bij een normaal oog heeft het centrale deel van ons hoornvlies in elke richting dezelfde of minimaal afwijkende kromming (grofweg, want naar de rand toe wordt het hoornvlies vlakker). Deze vorm noemen we sferisch.  
Soms treedt er echter een afwijking van het optisch mechanisme van het oog op waarbij deze vorm niet perfect is. Hierdoor verschilt de afbeelding in een bepaalde asrichting van een andere.
Die asrichting is niet per se horizontaal en verticaal, gebruikelijk is oblique astigmatisme.  
De meest voorkomende vorm is corneaal astigmatisme. Het verschil in kromming treedt dan op in de cornea (hoornvlies).   Vanzelfsprekend produceert een dergelijk hoornvlies geen zuiver beeld en dus zal er in de ene asrichting anders afgebeeld worden dan de andere richting. Zo ontstaan dus in één oog twee brandpunten. 
Het zijn geen brandpunten meer maar brandlijntjes en deze kunnen op allerlei plaatsen in het oog terechtkomen:
- Eén brandlijn voor het netvlies en één op het netvlies: enkelvoudig myoop (bijziend) astigmatisme
- Eén brandlijn achter het netvlies en één op het netvlies: enkelvoudig hypermetroop (verziend) astigmatisme
- Eén brandlijn voor het netvlies en één brandlijn achter het netvlies: gemengd astigmatisme
- Beide brandlijnen voor het netvlies: myoop gemengd astigmatisme
- Beide brandlijnen achter het netvlies: hypermetroop gemengd astigmatisme

Het is mogelijk om zelf vast te stellen of men astigmatisch is of niet. Men kan op een vel papier een kruis tekenen, en vervolgens bij verschillende standen van het kruis kijken of men beide lijnen nog tegelijk scherp kan zien. Is een van de lijnen veel scherper dan de andere, dan is er waarschijnlijk sprake van astigmatisme.
Er zijn diverse oplossingen om astigmatisme te verhelpen. Contactlenzen of brillenglazen met een cilindercomponent (een torisch oppervlak) zijn hier enkele voorbeelden van.  
Het is mogelijk om de vorm van het hoornvlies aan te passen door middel van refractiechirurgie met behulp van een laser. 
Astigmatisme wordt uitgedrukt in het begrip "cilinder" in dioptrie. De cilinderwaarde is het verschil in dioptrieën tussen de ene asrichting en de andere. Ook de richting van de as moet worden aangegeven.     
De meeste mensen zijn licht astigmatisch, maar dit is meestal niet hinderlijk. Het verschil in sterkte tussen de ene richting en de andere is dan minder dan 0,75 dpt (de cilinderwaarde van een bril is dan kleiner dan 0,75 dpt). De norm in de optometrie is dat in brillen en refractiechirurgie cilinderwaarden vanaf 0,25 dpt wordt verwerkt en bij contactlenzen 0,75 dpt.  